# Grafmonument van de familie Bourgonjon-Roeland
De grafmonument van de familie Bourgonjon-Roeland op de rooms-katholieke begraafplaats Binnenstad in de Nederlandse stad Tilburg is een 20e-eeuws grafmonument, dat wordt beschermd als rijksmonument.

## Achtergrond
Louis Bourgonjon (1835-1925) was een oud België afkomstige beeldhouwer. Hij kwam in 1883 met zijn gezin naar Nederland, toen hij docent werd aan de kunstnijverheidsschool Quellinus in Amsterdam. Hij bleef tot 1915 aan als docent. Toen in 1919 zoon Gerard Bourgonjon een baan in Tilburg kreeg, verhuisden Louis en zijn vrouw Theonia Roeland (1844-1926) met hun zoon mee. Beiden overleden in Tilburg. Hun grafmonument op de begraafplaats Binnenstad is van de hand van Gerard. Hij maakte ook het grafmonument voor zijn zus en zwager elders op de begraafplaats.

## Beschrijving
Het grafmonument is uitgevoerd in zandsteen en heeft jugendstilkenmerken. Het bestaat uit een gebeeldhouwde opstand op een tombe. Aan het hoofdeinde staat een engel, gekleed in een gedrapeerd gewaad, met gestileerde plooival. De vleugeltoppen komen boven het hoofd samen. Op de borst van de engel is een bronzen plaquette aangebracht met een dubbelportret en profil van het echtpaar Bourgonjon-Roeland, dat wordt omgeven door de mouwen van het gewaad.

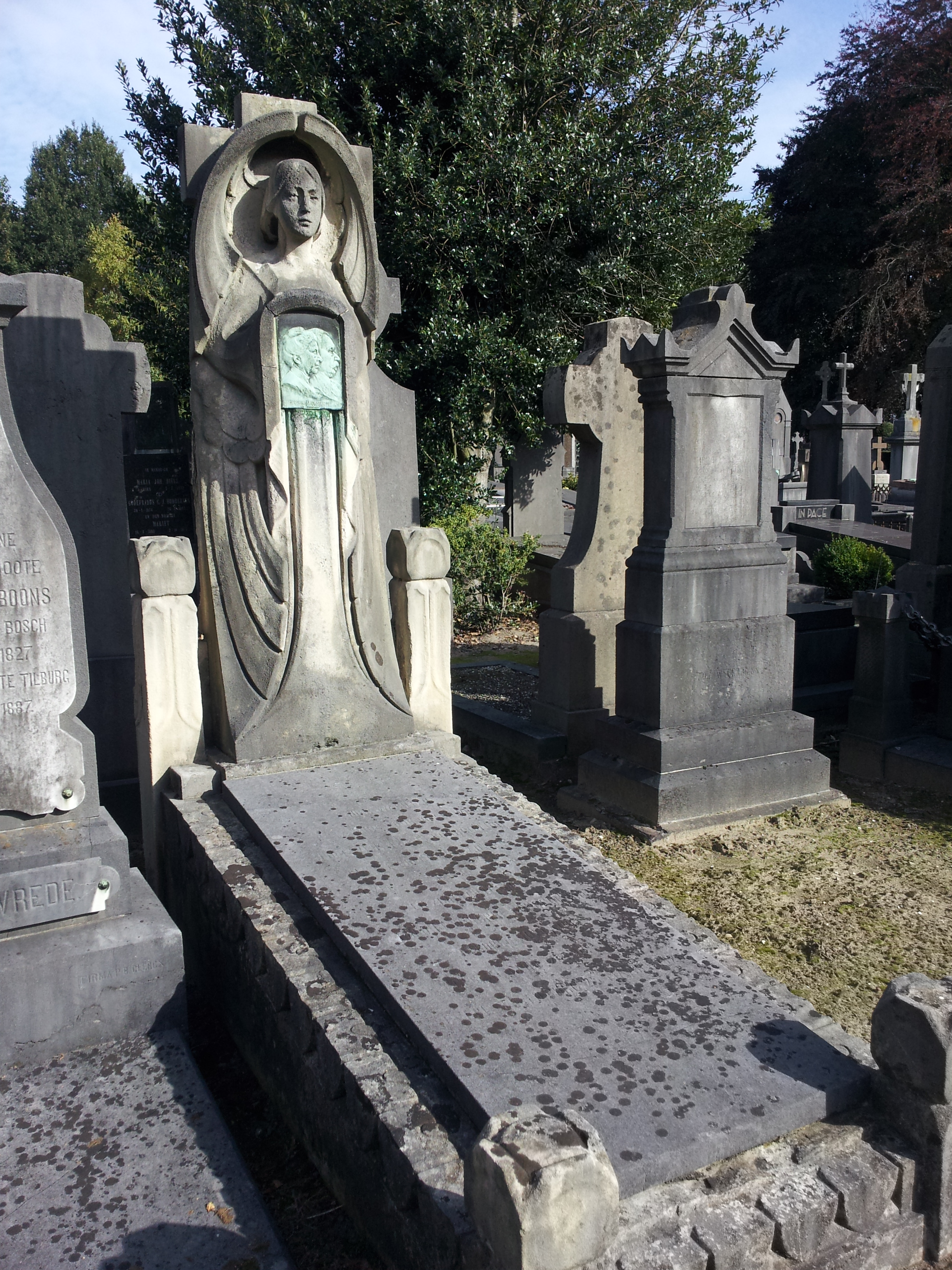
totaaloverzicht

Op de hardstenen zerk het opschrift: 

Hier wachten
de opstanding voor de eeuwigheid
Lodewijk Frans Bourgonjon
geb. te Brugge 19 jan. 1835
overl. te Tilburg 8 mei 1925
en zijn echtgenote
Theonie Virgine Bourgonjon
geboren Roeland
geb. te Gent 29 aug. 1844
overl. te Tilburg 25 maart 1926

Op de hoeken van het graf staan gebeeldhouwde zuiltjes met een gestileerde kop, de achterste twee zijn wat hoger. Tussen de palen is een halve eierlijst geplaatst.

## Waardering
Het grafmonument werd in 2002 als rijksmonument in het Monumentenregister opgenomen, vanwege de "cultuurhistorische waarde als bijzondere uitdrukking van een sociale en geestelijke ontwikkeling in de vorm van een bijzonder grafmonument. Het object is tevens van belang vanwege de typologische zeldzaamheid en de uniciteit daar het een werk betreft van de hand van G.P.D. Bourgonjon. Het is bovendien van belang als onderdeel van een groter geheel dat cultuurhistorisch, architectuurhistorisch en stedenbouwkundig van belang is als de eerste katholieke begraafplaats te Tilburg."